# Акирас
Акирас (порт. Aquiraz) — муниципалитет в Бразилии, входит в штат Сеара. Составная часть мезорегиона Агломерация Форталеза. Входит в экономико-статистический микрорегион Форталеза. Население составляет 70 938 человек на 2006 год. Занимает площадь 480,976 км². Плотность населения — 147,5 чел./км².

## История
Город основан 13 февраля 1699 года.

## Статистика
- Валовой внутренний продукт на 2004 составляет 388.273.000,00 реалов (данные: Бразильский институт географии и статистики).
- Валовой внутренний продукт на душу населения на 2004 составляет 5.732,00 реалов (данные: Бразильский институт географии и статистики).
- Индекс развития человеческого потенциала на 2000 составляет 0,670 (данные: Программа развития ООН).

## География
Климат местности: тропический.